# Massimiliano Gentili
Pour les articles homonymes, voir Gentili.
Massimiliano Gentili est un coureur cycliste Italien né le 16 septembre 1971 à Foligno, dans la province de Pérouse en Ombrie. 

## Biographie
Passé professionnel en 1996 dans l'équipe italienne Cantina Tollo, Massimiliano Gentili compte trois victoires à son palmarès. Il a notamment terminé à la neuvième place du Tour d'Espagne en 2000. Il prend sa retraite fin 2010 à près de 40 ans à la suite de la disparition de son équipe.

## Palmarès

### Palmarès amateur
- 1992
  - 2e de la Coppa della Pace
- 1994
  - Trophée Rigoberto Lamonica
  - 2e de la Coppa 29 Martiri di Figline di Prato
  - 3e du championnat d'Italie sur route amateurs
- 1995
  - Giro del Casentino
  - Gran Premio Inda

### Palmarès professionnel
- 1996
  - 5e étape du Tour des Asturies
- 1997
  - 4e de Tirreno-Adriatico
- 1998
  - 6e du Championnat de Zurich
- 2000
  - 9e du Tour d'Espagne
- 2002
  - 4e du Championnat de Zurich
- 2004
  - 4e étape du Tour de Bavière
  - 3e du Brixia Tour
  - 10e du Championnat de Zurich
- 2005
  - 6e étape de la Bicyclette basque
  - 9e du Tour de Lombardie

## Résultats sur les grands tours

### Tour d'Italie
3 participations
- 1997 : 23e
- 1999 : 50e
- 2001 : 22e

### Tour d'Espagne
5 participations
- 1996 : abandon
- 1997 : 29e
- 1998 : abandon (7e étape)
- 2000 : 9e
- 2001 : abandon (17e étape)

## Classements mondiaux
| Année           | 2005 | 2006 | 2007   | 2008 | 2009 | 2010 |
| --------------- | ---- | ---- | ------ | ---- | ---- | ---- |
| UCI Asia Tour   | 114e |      |        |      |      |      |
| UCI Europe Tour | 178e | 547e | 1 187e | 393e | 426e | 706e |